# Desafío 2012: El fin del mundo
Desafío 2012: El Fin del Mundo fue la novena temporada del reality show colombiano Desafío, producido y transmitido por Caracol Televisión. Su presentadora es Margarita Rosa de Francisco y su eslogan es "El fin del Mundo". Se estrenó el día 3 de junio del 2012, después del partido de eliminatoria a Brasil 2014 entre Perú y Colombia con 18.9 puntos de rating y finalizó el 28 de septiembre de 2012 con 13.8 puntos de rating. Su promedio fue de 13.65 puntos de rating. 

El Salvador en donde se grabó el programa.

En este Desafío compitieron seis equipos: Costeños, Cachacos, Antioqueños (en los anteriores desafíos se les denominaba Paisas), Santandereanos, Vallecaucanos y, por primera vez, Cafeteros (que provienen del Eje Cafetero).

## Concurso

### Etapa 1
- Cachacos: Provenientes de la Región Central de Colombia.
- Costeños: Provenientes de la costa Caribe Colombiana.
- Antioqueños: Provenientes de Antioquia de Colombia.
- Santandereanos: Provenientes de Santander y Norte de Santander en Colombia.
- Vallecaucanos: Provenientes de la región del Valle del Cauca en Colombia.
- Cafeteros: Provenientes del Eje Cafetero de Colombia.

| AntioqueñosD5              | VallecaucanosD1           | CafeterosD4                | Cachacos                      | SantandereanosD2            | CosteñosD3                  |
| -------------------------- | ------------------------- | -------------------------- | ----------------------------- | --------------------------- | --------------------------- |
| Sergio Alejandro ArangoE23 | Mauricio BorreroEG        | Aníbal Alberto MoralesE11  | Mauricio IragorryE21          | Edinson Fernando MuñozE19   | Rosa Paola CaiafaE10        |
| Diego Alejandro AlarcónEG  | Carlos Eduardo MejíaE12   | Carlos Ancizar QuinteroE22 | Ronald VillegasE4             | Mario LoraEG                | Sandra Victoria MendozaE17  |
| Maximiliano ValderramaEG   | Andrés Felipe ZúñigaEG    | Luz Alba SánchezE1         | Julián David AgudeloE6        | Jesús Francisco CorzoEG     | Pierine Yolieh PeñarandaE20 |
| Catalina LondoñoEG         | Luz Ebeliz LandázuriEG    | Jhon Alexander JiménezE14  | Jenny Leidy Moreno "Perla"    | Carolina Lemus AngaritaEG   | Róbinson de Jesús PérezE9   |
| Jennifer Alexa CaicedoE18  | Catalina Nichols "Cata"EG | Vanessa PosadaE15          | Adriana VargasE13             | Isamar Daza Cáceres "Isa"EG | Dawis MartínezE7            |
| Ana María Correa "Rana"EG  | Ruby Alejandra MurilloE3  | Katherine Gómez ArellanoE2 | Sandra Milena Rojas "Sammy"E5 | Silvia Vanessa BecerraE8    | Martín SuárezE16            |

D# No hay participantes de este equipo y por lo tanto este baja su bandera

### Etapa 2
| Cafeteros                  | Cachacos                      | Costeños                    | Sobrevivientes             |
| -------------------------- | ----------------------------- | --------------------------- | -------------------------- |
| Aníbal Alberto MoralesE11  | Mauricio IragorryE21          | Rosa Paola CaiafaE10        | Sergio Alejandro ArangoE23 |
| Carlos Ancizar QuinteroE22 | Ronald VillegasE4             | Sandra Victoria MendozaE17  | Jennifer Alexa CaicedoE18  |
| Luz Alba Sánchez "Luza"E1  | Julián David AgudeloE6        | Pierine Yolieh PeñarandaE20 | Carlos Eduardo MejíaE12    |
| Jhon Alexander JiménezE14  | Jenny Leidy Moreno "Perla"    | Robinson de Jesús PérezE9   | Ruby Alejandra MurilloE3   |
| Vanessa PosadaE15          | Adriana VargasE13             | Dawis MartínezE7            | Edinson Fernando MuñozE19  |
| Katherine GómezE2          | Sandra Milena Rojas "Sammy"E5 | Martín SuárezE16            | Silvia Vanessa BecerraE8   |

     Participantes que pertenecían al equipo Antioqueño.
     Participantes que pertenecían al equipo Vallecaucano.
     Participantes que pertenecían al equipo Santandereano.

### Etapa 3
| Costeños                    | Sobrevivientes             | Cafeteros                  |
| --------------------------- | -------------------------- | -------------------------- |
| Rosa Paola CaiafaE10        | Sergio Alejandro ArangoE23 | Aníbal Alberto MoralesE11  |
| Sandra Victoria MendozaE17  | Jennifer Alexa CaicedoE18  | Carlos Ancizar QuinteroE22 |
| Pierine Yolieh PeñarandaE20 | Carlos Eduardo MejíaE12    | Jhon Alexander JiménezE14  |
| Robinson de Jesús PérezE9   | Edinson Fernando MuñozE19  | Vanessa PosadaE15          |
| Dawis MartínezE7            | Silvia Vanessa BecerraE8   | Jenny Leidy Moreno "Perla" |
| Martín SuárezE16            | Julián David AgudeloE6     | Adriana VargasE13          |
| Mauricio IragorryE21        |                            |                            |

     Participantes que pertenecían al equipo Cachaco

### Etapa 4
| Costeños                    | Cafeteros                  |
| --------------------------- | -------------------------- |
| Sandra Victoria MendozaE17  | Aníbal Alberto MoralesE11  |
| Pierine Yolieh PeñarandaE20 | Carlos Ancizar QuinteroE22 |
| Martín SuárezE16            | Jhon Alexander JiménezE14  |
| Mauricio IragorryE21        | Vanessa PosadaE15          |
| Jennifer Alexa CaicedoE18   | Jenny Leidy Moreno "Perla" |
| Carlos Eduardo MejíaE12     | Adriana VargasE13          |
| Edinson Fernando MuñozE19   | Sergio Alejandro ArangoE23 |

     Participantes que pertenecían al equipo Sobreviviente.

### Etapa 5
| Finalistas                  |
| Carlos Ancizar QuinteroE22  |
| Edinson Fernando MuñozE19   |
| Jennifer Alexa CaicedoE18   |
| Jenny Leidy Moreno "Perla"  |
| Mauricio IragorryE21        |
| Pierine Yolieh PeñarandaE20 |
| Sandra Victoria MendozaE17  |
| Sergio Alejandro ArangoE23  |

### Orden de Eliminación
| Participante                | Región         | Equipo Etapa #2 | Equipo Etapa #3 | Equipo Etapa #4 | Equipo Etapa #5 | Estado       | Etapa |
| --------------------------- | -------------- | --------------- | --------------- | --------------- | --------------- | ------------ | ----- |
| Luz Alba Sánchez "Luza"     | Cafeteros      | Cafeteros       |                 |                 |                 | Eliminada 1  | 2     |
| Katherine Gómez             | Cafeteros      | Cafeteros       |                 |                 |                 | Eliminada 2  | 2     |
| Ruby Alejandra Murillo      | Vallecaucanos  | Sobrevivientes  |                 |                 |                 | Eliminada 3  | 2     |
| Ronald Villegas             | Cachacos       | Cachacos        |                 |                 |                 | Eliminado 4  | 2     |
| Sandra Milena Rojas "Sammy" | Cachacos       | Cachacos        |                 |                 |                 | Eliminada 5  | 2     |
| Julián David Agudelo        | Cachacos       | Cachacos        | Sobrevivientes  |                 |                 | Eliminado 6  | 3     |
| Dawis Martínez              | Costeños       | Costeños        | Costeños        |                 |                 | Eliminado 7  | 3     |
| Silvia Vanessa Becerra      | Santandereanos | Sobrevivientes  | Sobrevivientes  |                 |                 | Eliminada 8  | 3     |
| Robinson de Jesús Pérez     | Costeños       | Costeños        | Costeños        |                 |                 | Eliminado 9  | 3     |
| Rosa Paola Caiafa           | Costeños       | Costeños        | Costeños        |                 |                 | Eliminada 10 | 3     |
| Aníbal Alberto Morales      | Cafeteros      | Cafeteros       | Cafeteros       | Cafeteros       |                 | Eliminado 11 | 4     |
| Carlos Eduardo Mejía        | Vallecaucanos  | Sobrevivientes  | Sobrevivientes  | Costeños        |                 | Eliminado 12 | 4     |
| Adriana Vargas              | Cachacos       | Cachacos        | Cafeteros       | Cafeteros       |                 | Eliminada 13 | 4     |
| Jhon Alexander Jiménez      | Cafeteros      | Cafeteros       | Cafeteros       | Cafeteros       |                 | Eliminado 14 | 4     |
| Vanessa Posada              | Cafeteros      | Cafeteros       | Cafeteros       | Cafeteros       |                 | Eliminada 15 | 4     |
| Martin Suárez               | Costeños       | Costeños        | Costeños        | Costeños        |                 | Eliminado 16 | 4     |
| Sandra Victoria Mendoza     | Costeños       | Costeños        | Costeños        | Costeños        | Finalistas      | Eliminada 17 | 5     |
| Jennifer Alexa Caicedo      | Antioqueños    | Sobrevivientes  | Sobrevivientes  | Costeños        | Finalistas      | Eliminada 18 | 5     |
| Edinson Fernando Muñoz      | Santandereanos | Sobrevivientes  | Sobrevivientes  | Costeños        | Finalistas      | Eliminado 19 | 5     |
| Pierine Yolieh Peñaranda    | Costeños       | Costeños        | Costeños        | Costeños        | Finalistas      | Eliminada 20 | 5     |
| Mauricio Iragorry           | Cachacos       | Cachacos        | Costeños        | Costeños        | Finalistas      | Eliminado 21 | 5     |
| Carlos Ancizar Quintero     | Cafeteros      | Cafeteros       | Cafeteros       | Cafeteros       | Finalistas      | Eliminado 22 | 5     |
| Sergio Alejandro Arango     | Antioqueños    | Sobrevivientes  | Sobrevivientes  | Cafeteros       | Finalistas      | Eliminado 23 | 5     |
| Jenny Leidy Moreno "Perla"  | Cachacos       | Cachacos        | Cafeteros       | Cafeteros       | Finalistas      | Ganadora     | 5     |

## Desafíos Territoriales
| Etapa 1    | Etapa 1        | Etapa 1        | Etapa 1        | Etapa 1        | Etapa 1        | Etapa 1        |
| Prueba     | Playa Paraíso  | Playa Infierno | Playa Infierno | Playa Infierno | Playa Infierno | Playa Infierno |
| Prueba     | 1.er Lugar     | 2.º Lugar*     | 3.er Lugar°    | 4.º Lugar      | 5.º Lugar      | 6.º Lugar      |
| ---------- | -------------- | -------------- | -------------- | -------------- | -------------- | -------------- |
| Etapas     | Vallecaucanos  | Cachacos       | Cafeteros      | Antioqueños    | Santandereanos | Costeños       |
| Etapa 2    |                |                |                |                |                |                |
| Prueba     | Playa Paraíso  | Playa Infierno | Playa Infierno | Playa Infierno |                |                |
| Prueba     | 1.er Lugar     | 2.º Lugar*     | 3.er Lugar°    | 4.º Lugar      |                |                |
| Dados      | Costeños       | Sobrevivientes | Cafeteros      | Cachacos       |                |                |
| Peso       | Sobrevivientes | Costeños       | Cachacos       | Cafeteros      |                |                |
| Agarrados  | Cafeteros      | Cachacos       | Costeños       | Sobrevivientes |                |                |
| Balones    | Costeños       | Sobrevivientes | Cafeteros      | Cachacos       |                |                |
| Relevos    | Cafeteros      | Cachacos       | Sobrevivientes | Costeños       |                |                |
| Etapa 3    |                |                |                |                |                |                |
| Prueba     | Playa Paraíso  | Playa Infierno | Playa Infierno |                |                |                |
| Prueba     | 1.er Lugar     | 2.º Lugar*     | 3.er Lugar°    |                |                |                |
| Carretas   | Costeños       | Sobrevivientes | Cafeteros      |                |                |                |
| Péndulo    | Cafeteros      | Sobrevivientes | Costeños       |                |                |                |
| Relevos    | Cafeteros      | Sobrevivientes | CosteñosΦ      |                |                |                |
| Liberar    | Cafeteros      | Costeños       | Sobrevivientes |                |                |                |
| Estacas    | Sobrevivientes | Cafeteros      | Costeños       |                |                |                |
| Etapa 4    |                |                |                |                |                |                |
| Prueba     | Playa Paraíso  | Playa Infierno |                |                |                |                |
| Prueba     | 1.er Lugar     | 2.º Lugar*     |                |                |                |                |
| Esferas‡   | Costeños       | Cafeteros      |                |                |                |                |
| Tumbar     | Costeños       | Cafeteros      |                |                |                |                |
| Números    | Cafeteros      | Costeños       |                |                |                |                |
| Grilletesª | Costeños       | Cafeteros      |                |                |                |                |
| Encestar¤  | Costeños       | Cafeteros      |                |                |                |                |
| Catapultaζ | Cafeteros      | Costeños       |                |                |                |                |
| Etapa 5    |                |                |                |                |                |                |
| Prueba     | Playa Fusión   |                |                |                |                |                |
| FusiónΨ    | Finalistas     |                |                |                |                |                |

(*) Equipo recibe baúl grande de provisiones
(°) Equipo recibe baúl mediano de provisiones
(Φ) El equipo no participa por castigo y va directo a la última playa infierno
(‡) Gran Desafío de Capitanes, territorial y de supervivencia regional.
(ª) En este Desafío el equipo perdedor le entrega 8 millones al equipo ganador
(¤) En este Desafío el equipo perdedor le entrega 24 millones al equipo ganador
(ζ) En este Desafío el equipo perdedor le entrega 100 millones al equipo ganador
(Ψ) Después de la Fusión el equipo se encuentra en Playa Fusión

## Desafíos de Capitanes
| Etapa 2      | Etapa 2                    | Etapa 2                  | Etapa 2                 | Etapa 2                    | Etapa 2                 |
| Prueba       | Capitán Cachaco            | Capitán Cafetero         | Capitán Costeño         | Capitán Sobreviviente      | Ganador                 |
| ------------ | -------------------------- | ------------------------ | ----------------------- | -------------------------- | ----------------------- |
| 40 kg        | Julián David Agudelo       | John Alexander Jiménez   | Martín Suárez           | Sergio Alejandro Arango    | Martín Suárez           |
| Rompecabezas | Mauricio Iragorry          | Carlos Ancizar Quintero  | Dawis Martínez          | Edinson Fernando Muñoz     | Carlos Ancizar Quintero |
| Grilletes°   | Jenny Leidy Moreno "Perla" | Vanessa Posada           | Sandra Victoria Mendoza | Jennifer Alexa Caicedo     | Jennifer Alexa Caicedo  |
| Cuerda       | Adriana Vargas             | Aníbal Alberto Morales   | Robinson de Jesús Pérez | Carlos Eduardo Mejía       | Adriana Vargas          |
| Etapa 3      |                            |                          |                         |                            |                         |
| Prueba       |                            | Capitán Cafetero         | Capitán Costeño         | Capitán Sobreviviente      | Ganador                 |
| Puntería°    | Vanessa Posada             | Pierine Yolieh Peñaranda | Silvia Vanessa Becerra  | Vanessa Posada             |                         |
| Equilibrio   | John Alexander Jiménez     | Martin Suárez            | Edinson Fernando Muñoz  | Edinson Fernando Muñoz     |                         |
| Cocodrilo    | Aníbal Alberto Morales     | Mauricio Iragorry        | Sergio Alejandro Arango | Sergio Alejandro Arango    |                         |
| Muros°       | Jenny Leidy Moreno "Perla" | Rosa Paola Caiafa        | Jennifer Alexa Caicedo  | Jenny Leidy Moreno "Perla" |                         |
| Ciegos       | Carlos Ancizar Quintero    | Sandra Victoria Mendoza  | Carlos Eduardo Mejía    | Carlos Ancizar Quintero    |                         |
| Esferas‡     | John Alexander Jiménez     | Martin Suárez            | Sergio Alejandro Arango | Martin Suárez              |                         |

(°) En esta prueba solo se aceptaron mujeres.
(‡) Gran Desafío de Capitanes, territorial y de supervivencia regional. En este desafío el capitán no ganó 20 millones de pesos ya que estaba en juego la región y el territorio

## Desafíos de Salvación y Supervivencia Regional
| Etapa 1      | Etapa 1       | Desafíos Regionales  | Desafíos Regionales  | Desafíos Regionales  | Desafíos Regionales  | Desafíos Regionales  | Desafíos Regionales  | Desafíos Regionales  | Desafíos Regionales  | Desafíos Regionales  |                |
| Emisión      | Prueba        | 1.er Lugar           | 1.er Lugar           | 2.º Lugar            | 2.º Lugar            | 3.er Lugar           | 3.er Lugar           | 4.º Lugar            | 4.º Lugar            | 4.º Lugar            |                |
| Junio 3      | Serpiente     | Costeños             | Costeños             | Santandereanos       | Santandereanos       | Vallecaucanos        | Vallecaucanos        |                      |                      |                      |                |
| Junio 4      | Romper        | Cafeteros            | Cafeteros            | Cachacos             | Cachacos             | Antioqueños          | Antioqueños          |                      |                      |                      |                |
| Junio 5      | Rompecabezas  | Cachacos             | Cachacos             | Vallecaucanos+       | Vallecaucanos+       | Antioqueños+         | Antioqueños+         | Santandereanos+      | Santandereanos+      | Santandereanos+      |                |
| Etapa 2      | Etapa 2       | El Gran Desafío      | El Gran Desafío      | El Gran Desafío      | El Gran Desafío      | Desafío de Salvación | Desafío de Salvación | Desafío de Salvación | Desafío Final        | Desafío Final        |                |
| Emisión      | Prueba        | 1.er Lugarº          | 2.º Lugar            | 3.er Lugar           | 4.º Lugar            | 1.er Lugar-          | 2.º Lugar            | 3.er Lugar           | 1.er Lugar           | 2.º Lugarª           |                |
| Junio 6      | Pirámide      | Costeños             | Sobrevivientes       | Cafeteros            | Cachacos             |                      |                      |                      |                      |                      |                |
| Junio 7      | Red           |                      |                      |                      |                      | Cachacos             | Cafeteros            | Sobrevivientes       |                      |                      |                |
| Junio 8      | Gladiadores   |                      |                      |                      |                      |                      |                      |                      | Sobrevivientes       | Cafeteros            |                |
| Junio 13     | Catapultas    | Costeños             | Sobrevivientes       | Cafeteros            | Cachacos             |                      |                      |                      |                      |                      |                |
| Junio 14     | Ciegos        |                      |                      |                      |                      | Cachacos             | Sobrevivientes       | Cafeteros            |                      |                      |                |
| Junio 15     | Palos         |                      |                      |                      |                      |                      |                      |                      | Sobrevivientes       | Cafeteros            |                |
| Junio 20     | Carrera       | Cafeteros            | Costeños             | Sobrevivientes       | Cachacos             |                      |                      |                      |                      |                      |                |
| Junio 21     | Tótem         |                      |                      |                      |                      | Cachacos             | Costeños             | Sobrevivientes       |                      |                      |                |
| Junio 22     | Rodillo       |                      |                      |                      |                      |                      |                      |                      | Costeños             | Sobrevivientes       |                |
| Junio 27     | Canoas        | Costeños             | Sobrevivientes       | Cafeteros            | Cachacos             |                      |                      |                      |                      |                      |                |
| Junio 28     | Calaveras     |                      |                      |                      |                      | Cafeteros            | Sobrevivientes       | Cachacos             |                      |                      |                |
| Junio 29     | Lucha         |                      |                      |                      |                      |                      |                      |                      | Sobrevivientes       | Cachacos             |                |
| Julio 4      | Rompecabezas  | Cafeteros            | Sobrevivientes       | Costeños             | Cachacos             |                      |                      |                      |                      |                      |                |
| Julio 5      | Escalera      |                      |                      |                      |                      | Costeños             | Sobrevivientes       | Cachacos             |                      |                      |                |
| Julio 6      | Grúa          |                      |                      |                      |                      |                      |                      |                      | Sobrevivientes       | Cachacos             |                |
| Etapa 2      | Etapa 2       | Desafío Regional     | Desafío Regional     | Desafío Regional     | Desafío Regional     | Desafío Regional     | Desafío Regional     | Desafío Regional     | Desafío Regional     | Desafío Regional     |                |
| Emisión      | Prueba        | 1.er Lugar           | 1.er Lugar           | 2.º Lugar            | 2.º Lugar            | 3.er Lugar           | 3.er Lugar           | 4.º Lugar            | 4.º Lugar            | 4.º Lugar            |                |
| Julio 9      | Carretas      | Costeños             | Costeños             | Sobrevivientes       | Sobrevivientes       | Cafeteros            | Cafeteros            | Cachacos+            | Cachacos+            | Cachacos+            |                |
| Etapa 3      | Etapa 3       | Desafío de Salvación | Desafío de Salvación | Desafío de Salvación | Desafío de Salvación | Desafío de Salvación | Desafío de Salvación | Desafío Final        | Desafío Final        | Desafío Final        |                |
| Emisión      | Prueba        | 1.er Lugar°          | 1.er Lugar°          | 2.º Lugar            | 2.º Lugar            | 3.er Lugar           | 3.er Lugar           | 1.er Lugar           | 1.er Lugar           | 2.º Lugarª           | 2.º Lugarª     |
| Julio 11     | Salto al Agua | Costeños             | Costeños             | Cafeteros            | Cafeteros            | Sobrevivientes       | Sobrevivientes       |                      |                      |                      |                |
| Julio 12     | Palo          |                      |                      |                      |                      |                      |                      | Cafeteros            | Cafeteros            | Sobrevivientes       | Sobrevivientes |
| Julio 18     | Ciegos        | Costeñosຽ            | Costeñosຽ            | Cafeteros            | Cafeteros            | Sobrevivientes       | Sobrevivientes       |                      |                      |                      |                |
| Julio 19     | Cuerda        |                      |                      |                      |                      |                      |                      | Sobrevivientes       | Sobrevivientes       | Cafeteros৳           |                |
| Julio 25     | Jarrones      | Cafeteros            | Cafeteros            | Sobrevivientes       | Sobrevivientes       | Costeños             | Costeños             |                      |                      |                      |                |
| Julio 26     | Cubo          |                      |                      |                      |                      |                      |                      | Costeños             | Costeños             | Sobrevivientes       | Sobrevivientes |
| Agosto 1     | Fichas        | Cafeteros            | Cafeteros            | Sobrevivientes       | Sobrevivientes       | Costeños             | Costeños             |                      |                      |                      |                |
| Agosto 2     | Encestar      |                      |                      |                      |                      |                      |                      | Sobrevivientes       | Sobrevivientes       | Costeños             | Costeños       |
| Agosto 8     | Ecuación      | Cafeteros            | Cafeteros            | Costeños             | Costeños             | Sobrevivientes       | Sobrevivientes       |                      |                      |                      |                |
| Agosto 9     | Barriles      |                      |                      |                      |                      |                      |                      | Sobrevivientes       | Sobrevivientes       | Costeños             | Costeños       |
| Etapa 3      | Etapa 3       | Desafío Regional     | Desafío Regional     | Desafío Regional     | Desafío Regional     | Desafío Regional     | Desafío Regional     | Desafío Regional     | Desafío Regional     | Desafío Regional     |                |
| Emisión      | Prueba        | 1.er Lugar           | 1.er Lugar           | 1.er Lugar           | 2.º Lugar            | 2.º Lugar            | 2.º Lugar            | 3.er Lugar           | 3.er Lugar           | 3.er Lugar           |                |
| Agosto 13    | Esferas‡      | Costeños             | Costeños             | Costeños             | Cafeteros            | Cafeteros            | Cafeteros            | Sobrevivientes+      | Sobrevivientes+      | Sobrevivientes+      |                |
| Etapa 4      | Etapa 4       | Etapa 4              | Desafío de Salvación | Desafío de Salvación | Desafío de Salvación | Desafío de Salvación | Desafío de Salvación | Desafío de Salvación | Desafío de Salvación | Desafío de Salvación |                |
| Emisión      | Emisión       | Prueba               | 1.er Lugarº          | 1.er Lugarº          | 1.er Lugarº          | 1.er Lugarº          | 2.º Lugarª           | 2.º Lugarª           | 2.º Lugarª           | 2.º Lugarª           |                |
| Agosto 14    | Agosto 14     | Derribados           | Costeños             | Costeños             | Costeños             | Costeños             | Cafeteros            | Cafeteros            | Cafeteros            | Cafeteros            |                |
| Agosto 17    | Agosto 17     | Varias               | Cafeteros            | Cafeteros            | Cafeteros            | Cafeteros            | Costeños             | Costeños             | Costeños             | Costeños             |                |
| Agosto 22    | Agosto 22     | Dominó               | Costeños             | Costeños             | Costeños             | Costeños             | Cafeteros            | Cafeteros            | Cafeteros            | Cafeteros            |                |
| Agosto 27    | Agosto 27     | Rompecabezas         | Costeños             | Costeños             | Costeños             | Costeños             | Cafeteros            | Cafeteros            | Cafeteros            | Cafeteros            |                |
| Agosto 30    | Agosto 30     | Jarrones             | Costeños             | Costeños             | Costeños             | Costeños             | Cafeteros            | Cafeteros            | Cafeteros            | Cafeteros            |                |
| Septiembre 5 | Septiembre 5  | Relevos              | Cafeteros            | Cafeteros            | Cafeteros            | Cafeteros            | Costeños             | Costeños             | Costeños             | Costeños             |                |

### Desafío de Salvación Individual
| Etapa 5       | Etapa 5    | Desafío de Salvación    | Desafío de Salvación    | Desafío de Salvación    | Desafío de Salvación     | Desafío de Salvación    | Desafío de Salvación     | Desafío de Salvación     | Desafío de Salvación    |
| Emisión       | Prueba     | 1.er Lugar (°)          | 2.º Lugar               | 3.er Lugar              | cuarto Lugar             | 5.º Lugar               | 6.º Lugar                | 7.º Lugar                | 8.º Lugar               |
| Septiembre 11 | Banderas   | Carlos Ancizar Quintero | Sergio Alejandro Arango | Mauricio Iragorry       | Jenny Leidy Moreno       | Jennifer Alexa Caicedo  | Édinson Fernando Muñoz   | Pierine Yolieh Peñaranda | Sandra Victoria Mendoza |
| Septiembre 14 | Fogata     | Carlos Ancizar Quintero | Mauricio Iragorry       | Édinson Fernando Muñoz  | Jennifer Alexa Caicedo   | Jenny Leidy Moreno      | Pierine Yolieh Peñaranda | Sergio Alejandro Arango  | -                       |
| Septiembre 19 | Cálculos   | Mauricio Iragorry       | Carlos Ancizar Quintero | Sergio Alejandro Arango | Jenny Leidy Moreno       | Édinson Fernando Muñoz  | Pierine Yolieh Peñaranda | -                        | -                       |
| Septiembre 24 | Crucigrama | Carlos Ancizar Quintero | Mauricio Iragorry       | Jenny Leidy Moreno      | Pierine Yolieh Peñaranda | Sergio Alejandro Arango | -                        | -                        | -                       |

### Desafío Final Individual
| Etapa 5                  | Etapa 5   | Desafío Final           | Desafío Final              | Desafío Final          | Desafío Final              | Desafío Final            | Desafío Final            | Desafío Final           |
| Emisión                  | Prueba    | 1.er Lugar (*)          | 2.º Lugar                  | 3.er Lugar             | 4.º Lugar                  | 5.º Lugar                | 6.º Lugar                | 7.º Lugar               |
| 12 de septiembre de 2012 | Reloj     | Sergio Alejandro Arango | Edinson Fernando Muñoz     | Jennifer Alexa Caicedo | Jenny Leidy Moreno "Perla" | Mauricio Iragorry        | Pierine Yolieh Peñaranda | Sandra Victoria Mendoza |
| 17 de septiembre de 2012 | Memoria   | Sergio Alejandro Arango | Jenny Leidy Moreno "Perla" | Mauricio Iragorry      | Edinson Fernando Muñoz     | Pierine Yolieh Peñaranda | Jennifer Alexa Caicedo   | -                       |
| 20 de septiembre de 2012 | Balones   | Sergio Alejandro Arango | Jenny Leidy Moreno "Perla" | Edinson Fernando Muñoz | Carlos Ancizar Quintero    | Pierine Yolieh Peñaranda | -                        | -                       |
| 25 de septiembre de 2012 | Calaveras | Sergio Alejandro Arango | Pierine Yolieh Peñaranda   | Mauricio Iragorry      | -                          | -                        | -                        | -                       |

### Batalla Final
| Etapa 5                  | Etapa 5                  | La Última Batalla del Fin del Mundo | La Última Batalla del Fin del Mundo | La Última Batalla del Fin del Mundo | La Última Batalla del Fin del Mundo | La Última Batalla del Fin del Mundo | La Última Batalla del Fin del Mundo | La Última Batalla del Fin del Mundo | La Última Batalla del Fin del Mundo | La Última Batalla del Fin del Mundo |
| Emisión                  | Emisión                  | 1.er Lugar (໘)                      | 2.º Lugar (໘)                       | 3.er Lugar (໘)                      | 4.º Lugar                           |                                     |                                     |                                     |                                     |                                     |
| 27 de septiembre de 2012 | 27 de septiembre de 2012 | Sergio Alejandro Arango             | Carlos Ancizar Quintero             | Jenny Leidy Moreno "Perla"          | Mauricio Iragorry                   |                                     |                                     |                                     |                                     |                                     |

### Gran Final
| Gran Final               | Premiación               | Premiación | Premiación                 | Premiación              | Premiación              | Premiación |
| Emisión                  | Prueba                   | Prueba     | 1.er Lugar €               | 2.º Lugar               | 3.er Lugar              |            |
| 28 de septiembre de 2012 | 28 de septiembre de 2012 | Votación   | Jenny Leidy Moreno "Perla" | Sergio Alejandro Arango | Carlos Ancizar Quintero |            |

### Simbología
(+) Equipo Eliminado
(º) Jueces
(-) Salvado
(ª) Juzgados
(*) Salvado
(ຽ) El equipo hizo trampa en la prueba y por castigo es el equipo juzgado
(৳) El equipo se salva de ir a juicio porque otro equipo hizo trampa en la prueba y fue el equipo juzgado
(‡) Gran Desafío de Capitanes, territorial y de supervivencia regional.
(໘) Gran Finalista
(€) Finalista Ganador de $600'000.000

## Desafíos Individuales
| Etapa 3          |             |                |                         |                          |                          |                         |                            |                          |                        |
| Fecha de Emisión | Prueba      | Equipo         | 1.er Lugar (*)          | 2.º Lugar                | 3.er Lugar               | 4.º Lugar               | 5.º Lugar                  | 6.º Lugar                |                        |
| 13 de julio      | Alas        | Sobrevivientes | Edinson Fernando Muñoz  | Sergio Alejandro Arango  | Jennifer Alexa Caicedo   | Julián David Agudelo    | Silvia Vanessa Becerra     | Carlos Eduardo Mejía     |                        |
| 20 de julio      | Grilletes   | Cafeteros      | Aníbal Alberto Morales  | Carlos Ancizar Quintero  | Adriana Vargas           | Vanessa Posada          | Jenny Leidy Moreno "Perla" | Jhon Alexander Jiménez   |                        |
| 27 de julio      | Cubos       | Sobrevivientes | Jennifer Alexa Caicedo  | Edinson Fernando Muñoz   | Silvia Vanessa Becerra   | Sergio Alejandro Arango | Carlos Eduardo Mejía       | -                        |                        |
| 3 de agosto      | Esposas     | Costeños       | Martín Suárez           | Mauricio Iragorry        | Pierine Yolieh Peñaranda | Rosa Paola Caiafa       | Sandra Victoria Mendoza    | Robinson de Jesús Pérez  |                        |
| 10 de agosto     | Baldes      | Costeños       | Mauricio Iragorry       | Pierine Yolieh Peñaranda | Martín Suárez            | Sandra Victoria Mendoza | Rosa Paola Caiafa          | -                        |                        |
| Etapa 4          |             |                |                         |                          |                          |                         |                            |                          |                        |
| Fecha de Emisión | Prueba      | Equipo         | 1.er Lugar (*)          | 2.º Lugar                | 3.er Lugar               | 4.º Lugar               | 5.º Lugar                  | 6.º Lugar                | 7.º Lugar              |
| 15 de agosto     | Pescar      | Cafeteros      | Sergio Alejandro Arango | Vanessa Posada           | Jhon Alexander Jiménez   | Carlos Ancizar Quintero | Jenny Leidy Moreno         | Adriana Vargas           | Aníbal Alberto Morales |
| 20 de agosto     | Tablas      | Costeños       | Martín Suárez           | Edinson Fernando Muñoz   | Mauricio Iragorry        | Sandra Victoria Mendoza | Jennifer Alexa Caicedo     | Pierine Yolieh Peñaranda | Carlos Eduardo Mejía   |
| 23 de agosto     | Esferas     | Cafeteros      | Vanessa Posada          | Jhon Alexander Jiménez   | Carlos Ancizar Quintero  | Jenny Leidy Moreno      | Sergio Alejandro Arango    | Adriana Vargas           | -                      |
| 28 de agosto     | Torre       | Cafeteros      | Carlos Ancizar Quintero | Sergio Alejandro Arango  | Jenny Leidy Moreno       | Jhon Alexander Jiménez  | Vanessa Posada             | -                        | -                      |
| 31 de agosto     | Guantes     | Cafeteros      | Sergio Alejandro Arango | Carlos Ancizar Quintero  | Jenny Leidy Moreno       | Vanessa Posada          | -                          | -                        | -                      |
| 6 de septiembre  | Resistencia | Costeños       | Edinson Fernando Muñoz  | Mauricio Iragorry        | Pierine Yolieh Peñaranda | Martín Suárez           | Jennifer Alexa Caicedo     | Sandra Victoria Mendoza  | -                      |

(*) Salvado

## Juicios de Eliminación y Desafíos a Muerte
| 10 de junio           | Cafeteros      | John Alexander Jiménez      | Costeños          | Obstáculos                 | Luz Alba Sánchez "Luza"     | Carlos Ancizar Quintero    | Luz Alba Sánchez "Luza"     |                         |
| 17 de junio           | Cafeteros      | Vanessa Posada              | Costeños          | Obstáculos                 | Katherine Gómez             | John Alexander Jiménez     | Katherine Gómez             |                         |
| 24 de junio           | Sobrevivientes | Silvia Vanessa Becerra*     | Cafeteros         | Rompecabezas               | Ruby Alejandra Murillo      | Sergio Alejandro Arango°   | Ruby Alejandra Murillo      |                         |
| 1 de julio            | Cachacos       | Sandra Milena Rojas "Sammy" | Costeños          | Resistencia                | Ronald Villegas             | Mauricio Iragorry          | Ronald Villegas             |                         |
| 8 de julio            | Cachacos       | Adriana Vargas              | Cafeteros         | Enrollar                   | Sandra Milena Rojas "Sammy" | Jenny Leidy Moreno "Perla" | Sandra Milena Rojas "Sammy" |                         |
| Etapa 3               |                |                             |                   |                            |                             |                            |                             |                         |
| Fecha de Emisión      | Juzgados       | Salvado Prueba              | Jueces            | Salvado Jueces             | Prueba                      | 1.er Sentenciado           | 2.º Sentenciado             | Eliminado               |
| 15 de julio           | Sobrevivientes | Edinson Fernando Muñoz      | Costeños          | Silvia Vanessa Becerra*    | Brújula                     | Julián David Agudelo       | Sergio Alejandro Arango°    | Julián David Agudelo    |
| 22 de julio           | Costeños (+)   | Aníbal Alberto Morales^     | —                 | —                          | Clavos                      | Martín Suárezª             | Dawis Martínezª             | Dawis Martínez          |
| 27 y 30 de julio      | Sobrevivientes | Jennifer Alexa Caicedo      | Cafeteros         | Edinson Fernando Muñoz     | Rompecabezas                | Silvia Vanessa Becerra     | Sergio Alejandro Arango     | Silvia Vanessa Becerra  |
| 3 y 6 de agosto       | Costeños       | Martin Suárez               | Cafeteros         | Mauricio Iragorry          | Puntería                    | Sandra Victoria Mendoza    | Robinson de Jesús Pérez     | Robinson de Jesús Pérez |
| 10 y 13 de agosto     | Costeños       | Mauricio Iragorry           | Cafeteros         | Sandra Victoria Mendoza    | Número Maya                 | Rosa Paola Caiafa          | Martin Suárez               | Rosa Paola Caiafa       |
| Etapa 4               |                |                             |                   |                            |                             |                            |                             |                         |
| Fecha de Emisión      | Juzgados       | Salvado Prueba              | Jueces            | Emisario                   | Prueba                      | Sentenciado por Salvado    | Sentenciado por Emisario    | Eliminado               |
| 16 de agosto          | Cafeteros      | Sergio Alejandro Arango     | Costeños          | Martín Suárez              | Encestar                    | Aníbal Alberto Morales     | Carlos Ancizar Quintero     | Aníbal Alberto Morales  |
| 20 de agosto          | Costeños       | Martin Suárez               | Cafeteros         | Carlos Ancizar Quintero    | Collar                      | Carlos Eduardo Mejía       | Mauricio Iragorry           | Carlos Eduardo Mejia    |
| 24 de agosto          | Cafeteros      | Vanessa Posada              | Costeños          | Mauricio Iragorry          | Rompecabezas                | Adriana Vargas             | Jenny Leidy Moreno "Perla"  | Adriana Vargas          |
| 29 de agosto          | Cafeteros      | Carlos Ancizar Quintero     | Costeños          | Pierine Yolieh Peñaranda   | Esfera                      | Sergio Alejandro Arango    | Jhon Alexander Jiménez      | Jhon Alexander Jiménez  |
| 3 de septiembre       | Cafeteros      | Sergio Alejandro Arango     | Costeños          | Edinson Fernando Muñoz     | Rodillo                     | Vanessa Posada             | Carlos Ancizar Quintero     | Vanessa Posada          |
| 7 de septiembre       | Costeños       | Edinson Fernando Muñoz      | Cafeteros         | Sergio Alejandro Arango    | Balones                     | Martín Suárez              | Mauricio Iragorry           | Martín Suárez           |
| Etapa 5               |                |                             |                   |                            |                             |                            |                             |                         |
| Fecha de Emisión      | Juzgados       | Salvado Prueba              | Juez              | Prueba                     | Sentenciado por Juez        | Sentenciado por Salavado   | Eliminado                   |                         |
| 13 de septiembre      | Finalistas     | Sergio Alejandro Arango     | Ancizar Quintero  | Fichas                     | Sandra Victoria Mendoza     | Pierine Yolieh Peñaranda   | Sandra Victoria Mendoza     |                         |
| 18 de septiembre      | Finalistas     | Sergio Alejandro Arango     | Ancizar Quintero  | Puente                     | Jennifer Alexa Caicedo      | Pierine Yolieh Peñaranda   | Jennifer Alexa Caicedo      |                         |
| 21 de septiembre      | Finalistas     | Sergio Alejandro Arango     | Mauricio Iragorry | Rompecabezas               | Edinson Fernando Muñoz      | Carlos Ancizar Quintero    | Edinson Fernando Muñoz      |                         |
| Fecha de Emisión      | Juzgados       | Salvado Prueba              | Juez              | Prueba                     | 1.er Sentenciado            | 2.º Sentenciado            | Eliminado                   |                         |
| 25 y 26 de septiembre | Finalistas     | Sergio Alejandro Arango     | Ancizar Quintero  | Ecuación                   | Mauricio Iragorry           | Pierine Yolieh Peñaranda   | Pierine Yolieh Peñaranda    |                         |
| Fecha de Emisión      | Juzgados       | Juez                        | Prueba            | 1.er Sentenciado           | 2.º Sentenciado             | 3.er Sentenciado           | 4.º Sentenciado             | Eliminado               |
| 27 de septiembre      | Finalistas     | —                           | Final             | Carlos Ancizar Quintero    | Jenny Leidy Moreno "Perla"  | Sergio Alejandro Arango    | Mauricio Iragorry           | Mauricio Iragorry       |
| Juicio Final          |                |                             |                   |                            |                             |                            |                             |                         |
| Fecha de Emisión      | Juzgados       | Jueces                      | Prueba            | 1.er Lugar                 | 2.º Lugar                   | 3.er Lugar                 |                             |                         |
| 28 de septiembre      | Finalistas     | Público                     | Votación          | Jenny Leidy Moreno "Perla" | Sergio Alejandro Arango     | Carlos Ancizar Quintero    |                             |                         |

(*) Participante primeramente sentenciado pero salvado
(°) Participante sentenciado por el salvado
(ª) Participante sentenciado por haber quebrantado las Leyes del Desafío.
(+) En este juicio no hubo jueces ni salvado en la prueba porque fue juzgado el equipo que llegó como juez al haber hecho trampa en el desafío de salvación.
(^) El participante ganó el desafío de salvación individual pero no tuvo que asistir a juicio debido a que otro equipo quebrantó las Leyes del Desafío

## Resumen por participante
| Puesto | Participante | Semana    | Semana    | Semana    | Semana    | Semana    | Semana    | Semana    | Semana    | Semana    | Semana    | Semana    | Semana    | Semana    | Semana    | Semana    | Semana    | Semana    | Semana    | Semana    | Semana    | Semana    | Semana   |
| Puesto | Participante | Etapa 2   | Etapa 2   | Etapa 2   | Etapa 2   | Etapa 2   | Etapa 3   | Etapa 3   | Etapa 3   | Etapa 3   | Etapa 3   | Etapa 4   | Etapa 4   | Etapa 4   | Etapa 4   | Etapa 4   | Etapa 4   | Etapa 5   | Etapa 5   | Etapa 5   | Etapa 5   | Etapa 5   | Etapa 5  |
|        |              | 1         | 2         | 3         | 4         | 5         | 6         | 7         | 8         | 9         | 10        | 11        | 12        | 13        | 14        | 15        | 16        | 17        | 18        | 19        | 20        | 21        | 22       |
| ------ | ------------ | --------- | --------- | --------- | --------- | --------- | --------- | --------- | --------- | --------- | --------- | --------- | --------- | --------- | --------- | --------- | --------- | --------- | --------- | --------- | --------- | --------- | -------- |
| 1      | Perla        | Salvada   | Salvada   | Salvada   | Salvada   | Riesgo    | Salvada   | Salvada   | Juez      | Juez      | Juez      | Salvada   | Juez      | Riesgo    | Salvada   | Salvada   | Juez      | Salvada   | Salvada   | Salvada   | Inmune    | Finalista | Ganadora |
| 2      | Sergio       | Salvado   | Salvado   | Riesgo    | Salvado   | Salvado   | Riesgo    | Salvado   | Riesgo    | Salvado   | Salvado   | Salvado   | Juez      | Salvado   | Riesgo    | Salvado   | Juez      | Salvado   | Salvado   | Salvado   | Salvado   | Finalista | 2° Lugar |
| 3      | Ancizar      | Riesgo    | Salvado   | Juez      | Salvado   | Juez      | Salvado   | Salvado   | Juez      | Juez      | Juez      | Riesgo    | Juez      | Salvado   | Salvado   | Riesgo    | Juez      | Juez      | Juez      | Riesgo    | Juez      | Finalista | 3° Lugar |
| 4      | Mauricio I.  | Salvado   | Salvado   | Salvado   | Riesgo    | Salvado   | Juez      | Salvado   | Salvado   | Inmune    | Salvado   | Juez      | Riesgo    | Juez      | Juez      | Juez      | Riesgo    | Salvado   | Salvado   | Juez      | Riesgo    | Eliminado |          |
| 5      | Pierine      | Juez      | Juez      | Salvada   | Juez      | Salvada   | Juez      | Salvada   | Salvada   | Salvada   | Salvada   | Juez      | Salvada   | Juez      | Juez      | Juez      | Salvada   | Riesgo    | Riesgo    | Salvada   | Eliminada |           |          |
| 6      | Édinson      | Salvado   | Salvado   | Salvado   | Salvado   | Salvado   | Salvado   | Salvado   | Inmune    | Salvado   | Salvado   | Juez      | Salvado   | Juez      | Juez      | Juez      | Salvado   | Salvado   | Salvado   | Eliminado |           |           |          |
| 7      | Alexa        | Salvada   | Salvada   | Salvada   | Salvada   | Salvada   | Salvada   | Salvada   | Salvada   | Salvada   | Salvada   | Juez      | Salvada   | Juez      | Juez      | Juez      | Salvada   | Salvada   | Eliminada |           |           |           |          |
| 8      | Sandra       | Juez      | Juez      | Salvada   | Juez      | Salvada   | Juez      | Salvada   | Salvada   | Riesgo    | Inmune    | Juez      | Salvada   | Juez      | Juez      | Juez      | Salvada   | Eliminada |           |           |           |           |          |
| 9      | Martin       | Juez      | Juez      | Salvado   | Juez      | Salvado   | Juez      | Riesgo    | Salvado   | Salvado   | Riesgo    | Juez      | Salvado   | Juez      | Juez      | Juez      | Eliminado |           |           |           |           |           |          |
| 10     | Vanessa      | Salvada   | Inmune    | Juez      | Salvada   | Juez      | Salvada   | Salvada   | Juez      | Juez      | Juez      | Salvada   | Juez      | Salvada   | Salvada   | Eliminada |           |           |           |           |           |           |          |
| 11     | Alex         | Inmune    | Riesgo    | Juez      | Salvado   | Juez      | Salvado   | Salvado   | Juez      | Juez      | Juez      | Salvado   | Juez      | Salvado   | Eliminado |           |           |           |           |           |           |           |          |
| 12     | Adriana      | Salvada   | Salvada   | Salvada   | Salvada   | Inmune    | Salvada   | Salvada   | Juez      | Juez      | Juez      | Salvada   | Juez      | Eliminada |           |           |           |           |           |           |           |           |          |
| 13     | Carlos       | Salvado   | Salvado   | Salvado   | Salvado   | Salvado   | Salvado   | Salvado   | Salvado   | Salvado   | Salvado   | Juez      | Eliminado |           |           |           |           |           |           |           |           |           |          |
| 14     | Aníbal       | Salvado   | Salvado   | Juez      | Salvado   | Juez      | Salvado   | Salvado   | Juez      | Juez      | Juez      | Eliminado |           |           |           |           |           |           |           |           |           |           |          |
| 15     | Rosa         | Juez      | Juez      | Salvada   | Juez      | Salvada   | Juez      | Salvada   | Salvada   | Salvada   | Eliminada |           |           |           |           |           |           |           |           |           |           |           |          |
| 16     | Robinson     | Juez      | Juez      | Salvado   | Juez      | Salvado   | Juez      | Salvado   | Salvado   | Eliminado |           |           |           |           |           |           |           |           |           |           |           |           |          |
| 17     | Silvia       | Salvada   | Salvada   | Inmune    | Salvada   | Salvada   | Inmune    | Salvada   | Eliminada |           |           |           |           |           |           |           |           |           |           |           |           |           |          |
| 18     | Dawis        | Juez      | Juez      | Salvado   | Juez      | Salvado   | Juez      | Eliminado |           |           |           |           |           |           |           |           |           |           |           |           |           |           |          |
| 19     | Julián       | Salvado   | Salvado   | Salvado   | Salvado   | Salvado   | Eliminado |           |           |           |           |           |           |           |           |           |           |           |           |           |           |           |          |
| 20     | Sammy        | Salvada   | Salvada   | Salvada   | Inmune    | Eliminada |           |           |           |           |           |           |           |           |           |           |           |           |           |           |           |           |          |
| 21     | Ronald       | Salvado   | Salvado   | Salvado   | Eliminado |           |           |           |           |           |           |           |           |           |           |           |           |           |           |           |           |           |          |
| 22     | Ruby         | Salvada   | Salvada   | Eliminada |           |           |           |           |           |           |           |           |           |           |           |           |           |           |           |           |           |           |          |
| 23     | Katherine    | Salvada   | Eliminada |           |           |           |           |           |           |           |           |           |           |           |           |           |           |           |           |           |           |           |          |
| 24     | Luza         | Eliminada |           |           |           |           |           |           |           |           |           |           |           |           |           |           |           |           |           |           |           |           |          |
| —      | Catalina L.  | Sin Cupo  |           |           |           |           |           |           |           |           |           |           |           |           |           |           |           |           |           |           |           |           |          |
| —      | Diego        | Sin Cupo  |           |           |           |           |           |           |           |           |           |           |           |           |           |           |           |           |           |           |           |           |          |
| —      | Maximiliano  | Sin Cupo  |           |           |           |           |           |           |           |           |           |           |           |           |           |           |           |           |           |           |           |           |          |
| —      | "Rana"       | Sin Cupo  |           |           |           |           |           |           |           |           |           |           |           |           |           |           |           |           |           |           |           |           |          |
| —      | Carolina     | Sin Cupo  |           |           |           |           |           |           |           |           |           |           |           |           |           |           |           |           |           |           |           |           |          |
| —      | Isa          | Sin Cupo  |           |           |           |           |           |           |           |           |           |           |           |           |           |           |           |           |           |           |           |           |          |
| —      | Jesús        | Sin Cupo  |           |           |           |           |           |           |           |           |           |           |           |           |           |           |           |           |           |           |           |           |          |
| —      | Mario        | Sin Cupo  |           |           |           |           |           |           |           |           |           |           |           |           |           |           |           |           |           |           |           |           |          |
| —      | Andrés       | Sin Cupo  |           |           |           |           |           |           |           |           |           |           |           |           |           |           |           |           |           |           |           |           |          |
| —      | Catalina N.  | Sin Cupo  |           |           |           |           |           |           |           |           |           |           |           |           |           |           |           |           |           |           |           |           |          |
| —      | Luz Ébeliz   | Sin Cupo  |           |           |           |           |           |           |           |           |           |           |           |           |           |           |           |           |           |           |           |           |          |
| —      | Mauricio B.  | Sin Cupo  |           |           |           |           |           |           |           |           |           |           |           |           |           |           |           |           |           |           |           |           |          |

     El participante gana junto a su equipo el primer desafío de salvación y asisten al juicio como jueces.
     El participante pierde junto a su equipo el primer desafío de salvación pero logran ganar el segundo o el tercer desafío y se salvan de ir a juicio como juzgados.
     El participante pierde junto a su equipo todos los desafíos de salvación y tiene que asistir al juicio como juzgado, no gana el desafío individual ni es salvado por los jueces pero no es eliminado.
     El participante se salva junto a su equipo de ir a juicio porque otro equipo falta las reglas del juego y tiene que ir al juicio como juzgados.
     El participante pierde junto a su equipo todos los desafíos de salvación pero logra ganar el desafío individual y por lo tanto no puede ser sentenciado al desafío a muerte.
     El participante pierde junto a su equipo todos los desafíos de salvación pero es salvado por los jueces/juez y por lo tanto no puede ser sentenciado al desafío a muerte.
     El participante pierde junto a su equipo todos los desafíos de salvación y es sentenciado al desafío a muerte pero logra triunfar.
     El participante pierde junto a su equipo todos los desafíos de salvación y es sentenciado al desafío a muerte, lo pierde y es automáticamente eliminado.
     El participante es uno de los Grandes Finalistas

## Premios "Desafío 2012"
| Categoría                 | Nominado 1        | Nominado 1        | Nominado 2           | Nominado 2           | Nominado 3       | Nominado 3       | Nominado 4       | Nominado 4        | Nominado 5      | Nominado 5      | Ganador        | Ganador        |
| ------------------------- | ----------------- | ----------------- | -------------------- | -------------------- | ---------------- | ---------------- | ---------------- | ----------------- | --------------- | --------------- | -------------- | -------------- |
| La Mejor Caída            | Pierine Peñaranda | Pierine Peñaranda | Luza Sánchez         | Luza Sánchez         | Vanessa Posada   | Vanessa Posada   | Ancizar Quintero | Ancizar Quintero  | Rosa Caiafa     | Rosa Caiafa     | Rosa Caiafa    | Rosa Caiafa    |
| El Mejor Cuerpo Femenino  | Pierine Peñaranda | Pierine Peñaranda | Sandra Mendoza       | Sandra Mendoza       | Sammy Rojas      | Silvia Becerra   | Rosa Caiafa      | Rosa Caiafa       | Jenny Moreno    | Jenny Moreno    | Rosa Caiafa    | Rosa Caiafa    |
| El Mejor Cuerpo Masculino | Martín Suárez     | Martín Suárez     | Carlos Eduardo Mejía | Carlos Eduardo Mejía | Sergio Arango    | Sergio Arango    | Alex Jiménez     | Alex Jiménez      | Dawis Martínez  | Dawis Martínez  | Alex Jiménez   | Alex Jiménez   |
| La Mejor Pelea            | Sergio Arango     | Julián Agudelo    | Martín Suárez        | Sergio Arango        | Martín Suárez    | Sergio Arango    | Silvia Becerra   | Pierine Peñaranda | Alexa Caicedo   | Luza Sánchez    | Alexa Caicedo  | Luza Sánchez   |
| El Mejor Grito            | Martín Suárez     | Martín Suárez     | Vanessa Posada       | Vanessa Posada       | Vanessa Posada   | Vanessa Posada   | Catalina Nichols | Catalina Nichols  | Sandra Mendoza  | Sandra Mendoza  | Vanessa Posada | Vanessa Posada |
| El Más "Coordinado"       | Andrés Zúñiga     | Andrés Zúñiga     | Ronald Villegas      | Ronald Villegas      | Alexa Caicedo    | Alexa Caicedo    | Silvia Becerra   | Pierine Peñaranda | Dawis Martínez  | Dawis Martínez  | Dawis Martínez | Dawis Martínez |
| El Más Sensible           | Pierine Peñaranda | Pierine Peñaranda | Aníbal Morales       | Aníbal Morales       | Rosa Caiafa      | Rosa Caiafa      | Dawis Martínez   | Dawis Martínez    | Katherine Gómez | Katherine Gómez | Aníbal Morales | Aníbal Morales |
| Los Más Trabajadores      | Cafeteros         | Cafeteros         | Costeños             | Costeños             | Sobrevivientes   | Sobrevivientes   | Cachacos         | Cachacos          | Finalistas      | Finalistas      | Cafeteros      | Cafeteros      |
| Los Que Más Se Quejan     | Cafeteros         | Cafeteros         | Ronald Villegas      | Cachacos             | Julián Agudelo   | Julián Agudelo   | Aníbal Morales   | Aníbal Morales    | Julián Agudelo  | Julián Agudelo  | Aníbal Morales | Aníbal Morales |
| Los Más Estrategas        | Edinson Muñoz     | Edinson Muñoz     | Ancizar Quintero     | Ancizar Quintero     | Martín Suárez    | Martín Suárez    | Cafeteros        | Cafeteros         | Rosa Caiafa     | Rosa Caiafa     | Cafeteros      | Cafeteros      |
| Los Más Conchudos         | Sammy Rojas       | Sammy Rojas       | Costeños             | Costeños             | Cachacos         | Ronald Villegas  | Silvia Becerra   | Silvia Becerra    | Martín Suárez   | Martín Suárez   | Costeños       | Costeños       |
| El Mejor Líder            | Martín Suárez     | Martín Suárez     | Alex Jiménez         | Alex Jiménez         | Ancizar Quintero | Ancizar Quintero | Sergio Arango    | Sergio Arango     | Carlos Mejía    | Carlos Mejía    | Alex Jiménez   | Alex Jiménez   |

## Novedades
En este año cuenta con novedades como la desaparición de Playa Media. El equipo ganador del Desafío Territorial habitará en Playa Alta (que se denominará El Paraíso) y el resto de Equipos deberá ir a Playa Baja (Playa Infierno) con un Baúl de Provisiones de acuerdo al lugar ocupado, con excepción del equipo que ocupe el último lugar, el cual sólo recibirá un machete y fósforos.
En esta temporada cada Región cuenta con seis participantes. Tres de las seis regiones fueron eliminadas durante los Primeros Capítulos dando lugar a una segunda etapa con tres equipos regionales originales y un equipo de sobrevivientes conformado por dos participantes de cada una de las tres Regiones eliminadas. Esta situación convierte a este desafío en el primero en tener más de tres equipos en esta segunda etapa. Adicionalmente, se convierte en el primer desafío en no utilizar los colores tradicionales (Naranja, Azul y Verde) para representar a los equipos a partir de la segunda etapa.
Cada uno de los 24 participantes que alcanzaron la segunda ronda recibió una moneda simbólica por un valor de $ 4.000.000, los cuales sólo podrán hacer efectivos en caso de llegar a la fusión. Monedas adicionales son entregadas como premio en los desafíos de capitanes. Los participantes que son eliminados antes de la fusión deberán ceder sus monedas al participante de su elección (durante la segunda y tercera etapa) o a su rival en el desafío a muerte en el que fue eliminado (en la cuarta etapa). En los tres últimos desafío territoriales se exigió a los equipos apuestas de $ 8.000.000, 20.000.000 y 100.000.000, para ser entregadas al equipo ganador. Sólo 5 participantes, entre los 8 finalistas, llegaron con monedas para hacer efectivas al momento de la fusión.
Algo extraordinario, que nunca había ocurrido en la historia de los Desafíos, fue el quebranto a las leyes que realizó el equipo costeño durante el séptimo desafío de salvación. Se confirmó que dos participantes de este equipo, abrieron las vendas que impedían su vista durante una prueba en la que debían competir cegados, obteniendo una ventaja injusta respecto a sus rivales. Esta situación fue comprobada mediante una grabación en donde estos participantes reconocían la infracción. Como consecuencia de estas acciones, el equipo de los costeños tuvo que asistir al juicio como equipo juzgado en lugar de hacerlo como jueces, lo que automáticamente evitó la eliminación de uno de los participantes del equipo cafetero, el cual había perdido el Desafío Final. Los dos participantes que cometieron la infracción fueron obligados a ceder el dinero acumulado hasta el momento y fueron sentenciados a Desafío a Muerte sin necesidad de una votación, implicando la eliminación de uno de estos. Adicionalmente, no tuvieron derecho a participar del siguiente Desafío Territorial, quedando automáticamente en el último lugar.
A diferencia de Desafíos anteriores, la Playa Fusión no es similar a Playa Media sino que se asemeja a Playa Infierno, con la diferencia que posee ciertas comodidades como Hamacas y Alimentos de Playa restringidos que deben durar hasta el final de la quinta etapa.
Por último, éste es el primer desafío en el que tres finalistas llegan hasta el punto de recibir la votación del público. El premio recibido por el ganador fue de $ 600.000.000; el segundo y tercer lugar recibieron $ 200.000.000 cada uno.

## Premios y nominaciones

### Premios India Catalina
| Año  | Categoría     | Resultado |
| ---- | ------------- | --------- |
| 2013 | Mejor reality | Ganador   |